# Jänisjoki
Jänisjoki är en älv som ligger i Tohmajärvis kommun i Östra Finlands län. Den rinner upp i Jänisjärvi som ligger i Ryssland. Jänisjoki är beläget i både Finland och Ryssland.